# Brunsburg
Die Brunsburg ist eine Wallburg etwa einen Kilometer südöstlich von Heemsen im Landkreis Nienburg im Waldgebiet Sündern. Ihre Entstehung wird im Frühmittelalter um das 9. Jahrhundert vermutet. Die frühere Befestigungsanlage in Form einer kleineren Hauptburg und einem größeren Vorburgbereich lag strategisch günstig zwischen zwei Bächen in einem Niederungsgebiet. Ihren Erdwällen waren wahrscheinlich senkrechte Hölzstämme vorgesetzt, die ein Eindringen verhinderten.

## Lage und Aufbau
Die Erbauer errichteten die Wallanlage strategisch günstig auf einem langgestreckten Sandrücken, der halbinselartig in das sumpfige Gelände hinein ragt. Der feste Sandgrund lag im Winkel zwischen der Wölpe und einem weiteren Bach. Lagebedingt war dadurch nur eine ungeschützte Seite im Südwesten vorhanden. Diese wurde durch einen 175 Meter langen, 20 Meter breiten und 3 Meter hohen Vorwall abgesichert, der den trockenen Halbinselbereich in gesamter Breite sperrte. Der Vorwall liegt rund 300 Meter südwestlich der Hauptburg. Mit seinen vermutlich abgetragenen Flankenwällen und den beiden Bachläufen ergab sich der Bereich einer weitläufigen Vorburg in der Größe von etwa 4,5 Hektar. Sie ist bisher noch nicht archäologisch untersucht. Von der kleineren, nur etwa 1 Hektar großen Hauptburg sind heute noch zwei Wälle vorhanden, die frühere Existenz eines dritten wird vermutet. Die Wälle bildeten ein unregelmäßiges Dreieck mit Seitenlängen von etwa 100 Metern und 150 Metern. Sie weisen heute noch eine Höhe von 1 bis 2 Metern auf, dürften aber früher bedeutend höher gewesen sein.

## Ausgrabung
1905 führte der Nienburger Lehrer Heller für den Nienburger Altertumsverein im Bereich der kleineren Hauptburg archäologische Untersuchungen durch. Die Ausgrabung ergab nur wenige Hinweise auf die Entstehungszeit der Anlage. Die Befunde deuteten darauf hin, dass der Wall aus einer Holz-Erde-Konstruktion bestand. Bei dieser Bauweise wurde der Wallkörper aus Erde und Plaggen errichtet und mit Holzeinbauten versehen, um ihm die erforderliche Festigkeit zu verleihen. Wahrscheinlich war dem Wall eine senkrechte Mauer aus Holzstämmen vorgesetzt, um das Eindringen von Angreifern zu verhindern. Im Inneren der Hauptburg wurden die Grundrisse mehrerer Gebäude freigelegt, deren Fußböden aus Kieselsteinen bestanden.

## Nutzungsdeutung
Die spärlichen Tonscherbenfunde ließen darauf schließen, dass die Wehranlage im frühen Mittelalter des 9. Jahrhunderts entstanden ist. Sie lag in einem siedlungsfernen Gebiet inmitten eines Niederungsgebietes wie viele andere Anlagen dieser Zeit. Möglicherweise war die Burg nur zeitweise bewohnt und diente in Kriegszeiten der Bevölkerung als Fliehburg. Einer Theorie zufolge habe es sich um eine Fluchtburg einer Grundherrschaft der Mindener Bischöfe an der Grenze zum Bistum Bremen gehandelt.

Lageplan der Brunsburg von Carl Schuchhardt um 1910, die Wölpe ist nachträglich blau eingefärbt
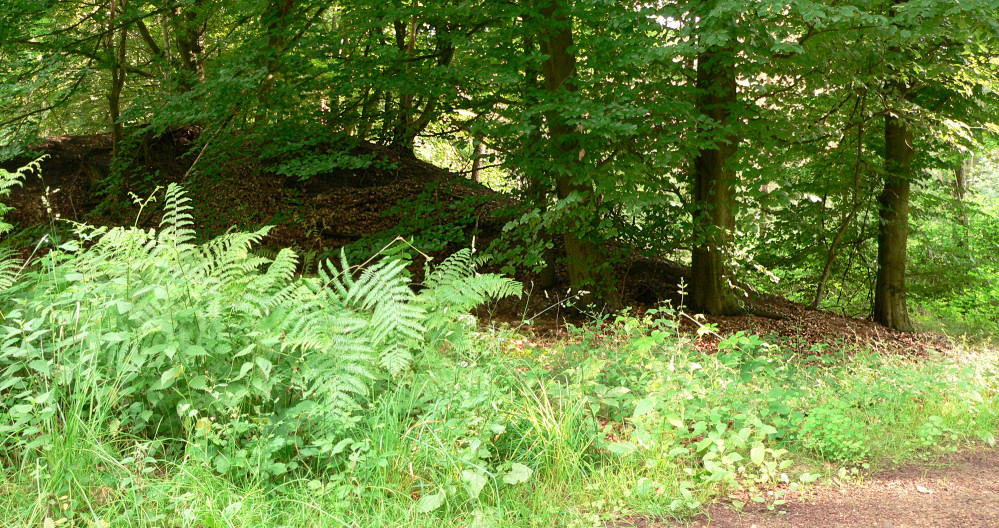
Von einem Forstweg angeschnittener Wall
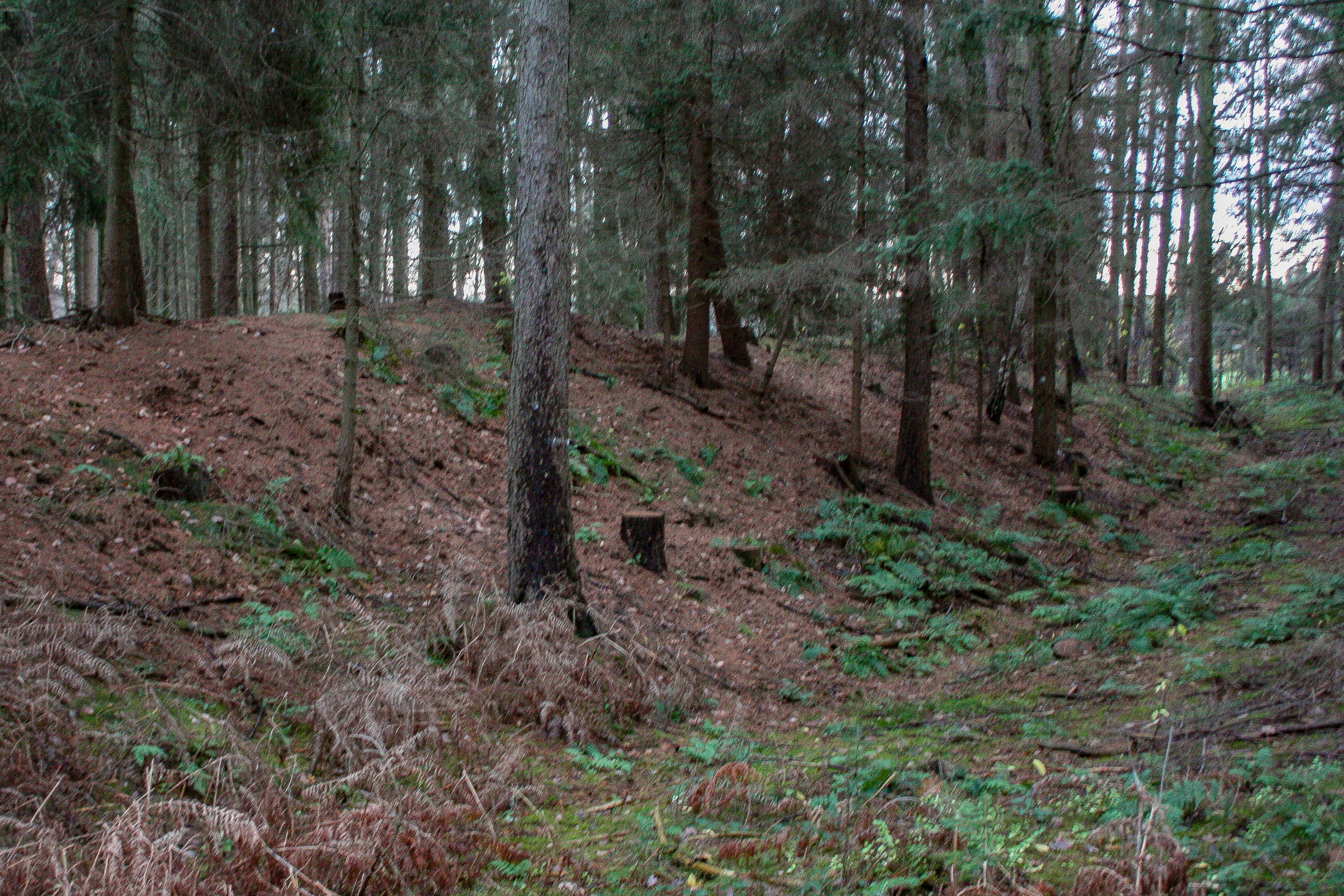
Der Vorwall der Brunsburg von Westen

## Sagen
Nach mündlicher Überlieferung saß ein Graf Bruno auf der Burg, der sich nicht halten konnte und nach Brunswick (Braunschweig) zog. Einer weiteren Sage nach habe sich ein Hauptmann Bruns auf die Burg zurückgezogen und dort seine Kriegskasse vergraben.